# Tabebuia aurea
Espèce
Synonymes
Tabebuia argentea (Bureau & K.Schum.) Britt.
Tabebuia caraiba (Mart.) Bureau
Tabebuia aurea est une espèce d'arbres appartenant à la famille des Bignoniaceae, originaire d'Amérique du Sud (Suriname, Brésil, est de la Bolivie, Pérou, Paraguay et nord de l'Argentine).

## Description
Il s'agit d'un arbre à feuilles caduques qui atteint 8 mètres de haut.
Les feuilles, palmées et composées de 5 à 7 folioles, chacune faisant 6 à 18 cm de long, sont vertes avec des reflets argentés sur les deux faces.
Les fleurs jaunes, de 6,5 cm de diamètre, forment une panicule à l'extrémité des branches. Le fruit est une capsule de 10 cm de longueur.
C'est une plante d'ornement très appréciée dans les régions tropicales et subtropicales pour ses fleurs spectaculaires produites à la fin de la saison sèche.

## Galerie

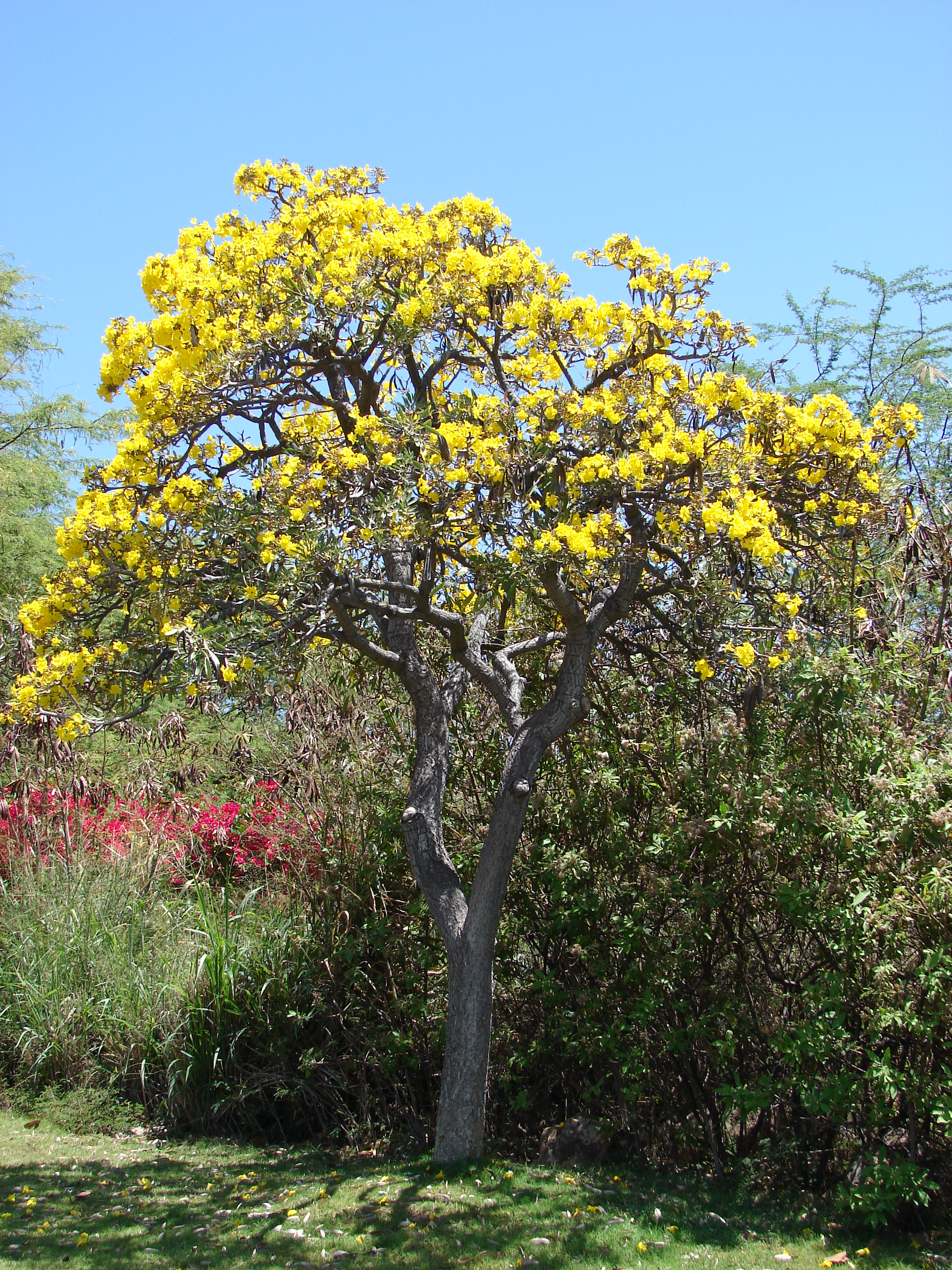
Arbre planté à Hawaï
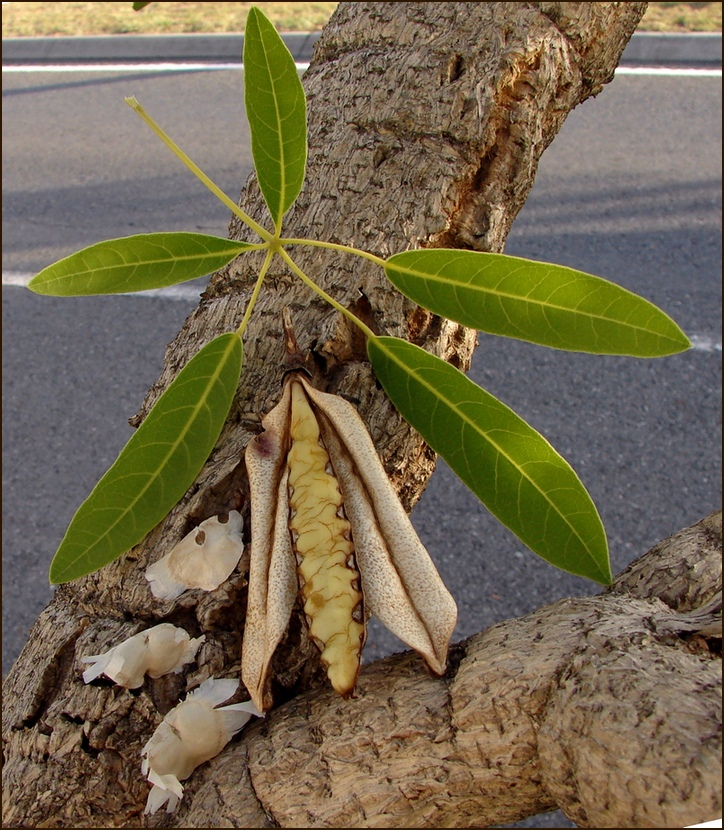
Écorce, feuille et fruit mur
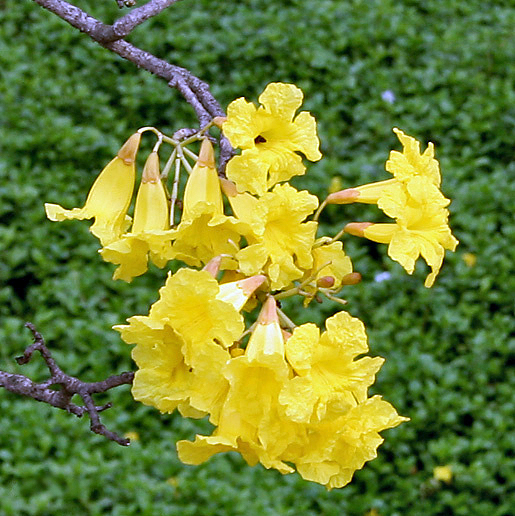
Fleurs
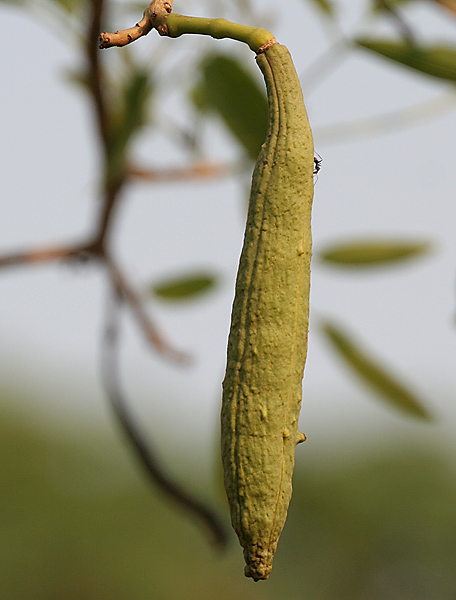
Fruit